# Wilcannia
Wilcannia är en ort i Australien. Den ligger i regionen Central Darling och delstaten New South Wales, i den sydöstra delen av landet, omkring 780 kilometer väster om delstatshuvudstaden Sydney. Antalet invånare är 596.
Trakten runt Wilcannia är nära nog obefolkad, med mindre än två invånare per kvadratkilometer..
Omgivningarna runt Wilcannia är i huvudsak ett öppet busklandskap. Genomsnittlig årsnederbörd är 301 millimeter. Den regnigaste månaden är februari, med i genomsnitt 69 mm nederbörd, och den torraste är oktober, med 1 mm nederbörd.